# Shirin Valentine

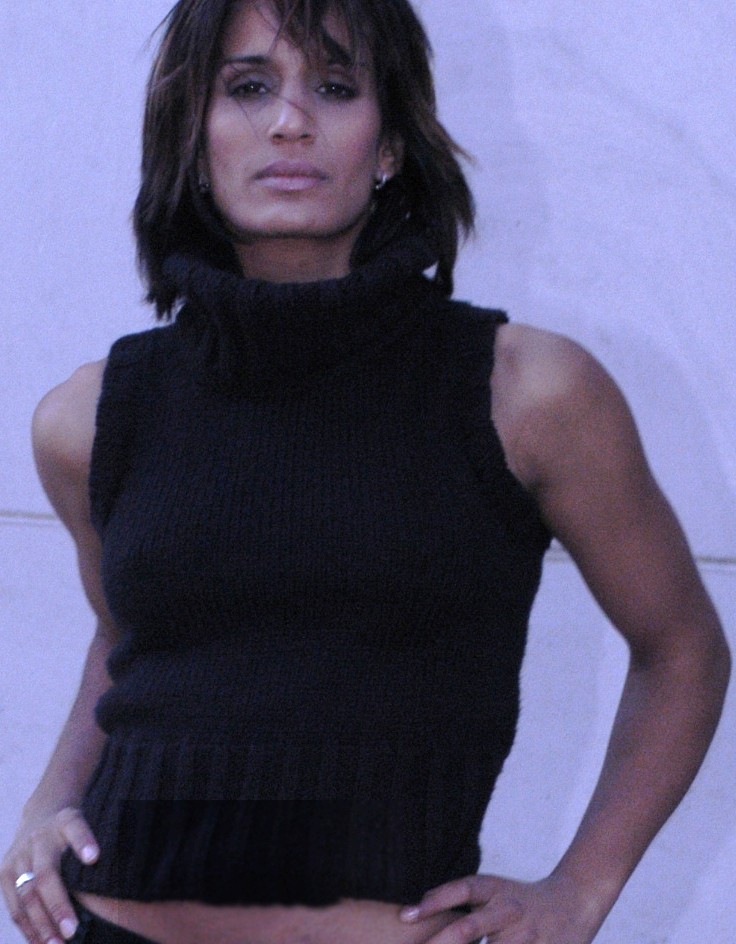
Shirin Valentine, 2002

Shirin Valentine (* 7. September 1974 in Bonn) ist eine deutsche Moderatorin und Musikproduzentin.

## Leben
Nach ihrem Abitur 1995 moderierte Valentine für den deutschen Musiksender VIVA. Zeitgleich absolvierte sie von 1996 bis 1998 eine Redakteurausbildung bei VIVA in Verbindung mit einer journalistischen Ausbildung am Adolf-Grimme-Institut in Marl.
Aus ihrer Tätigkeit als Musikproduzentin gründete sie 1997 die Musik und Events Produktionsfirma SUPERKID MUSIC. Hier wurden u. a. die Singles für Enie van de Meiklokjes, Cosmo Klein, Ben und Oliver Pocher produziert.
Mit ihrer Band Noble Savages tourte sie durch Indien und Deutschland und spielte dort unter anderem für Michael Jackson, Apache Indian und Shaggy. Der Song I am an Indian belegte wochenlang die Spitze der Charts in Indien und Norwegen sowie der Dancecharts in Frankreich. Sie moderierte von 1995 bis 2000 bei dem Fernsehsender VIVA verschiedene Formate. Von 2010 bis 2013 moderiert sie für OSN und Sky die Sendung Motorvision on Tour.
In Zusammenarbeit mit dem Kulturamt der Stadt Bonn führt sie die Agenturen Das Musiknetzwerk GmbH und das Rock & Pop Zentrum Bonn. Im Rahmen ihrer Arbeit veranstaltet sie unter anderem Nordrhein-Westfalens größten Bandwettbewerb Toys2Masters. Sie betreibt außerdem die Musikstudios Tonstudio-KölnBonn und die Film-Produktionsfirma SUPERKID FILMS.